# 15461 Джонбьорд
15461 Джонбьорд (15461 Johnbird) — астероїд головного поясу, відкритий 27 грудня 1998 року.
Тіссеранів параметр щодо Юпітера — 3,142.